# دراغون بول زد: انفجار قبضة التنين

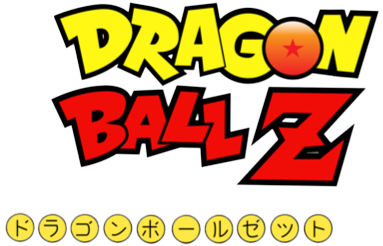
شعار أنمي دراغون بول زد (Dragon Ball Z)

Dragon Ball Z: غضب التنين، المعروف في اليابان باسم Dragon Ball Z Ryū-Ken Bakuhatsu!! Gokū ga Yaraneba Dare ga Yaru (ドラゴンボールZ 龍拳爆発!!悟空がやらねば誰がやる?, literally "Dragon Ball Z: Dragon Fist Explosion!! If Goku Can't Do It, Who Will?")
 Dragon Ball Z Ryū-Ken Bakuhatsu!! Gokū ga Yaraneba Dare ga Yaru (ドラゴンボールZ 龍拳爆発!!悟空がやらねば誰がやる?, literally "Dragon Ball Z: Dragon Fist Explosion!! If Goku Can't Do It, Who Will?")
 Dragon Ball Z Ryū-Ken Bakuhatsu!! Gokū ga Yaraneba Dare ga Yaru (ドラゴンボールZ 龍拳爆発!!悟空がやらねば誰がやる?, literally "Dragon Ball Z: Dragon Fist Explosion!! If Goku Can't Do It, Who Will?")
 ! إذا لم يتمكن غوغو من فعل ذلك، فمن سيفعل ذلك؟ ") أو عن طريق توي العنوان باللغة الإنكليزية الخاصة الصورة دراغون بول Z: انفجار قبضة التنين، هو الفيلم الأصلي 1995 اليابانية الرسوم المتحركة علم الخيال فنون الدفاع عن النفس فيلم والثالث عشر دراغون بول Z . تم إصداره أصلاً في اليابان في 15 يوليو في معرض Toei Anime. تم تسميتها لاحقًا إلى الإنجليزية بواسطة Funimation في عام 2006، تمامًا مثل معظم أفلام Dragon Ball الأخرى. تم إصداره أيضًا على VCD في ماليزيا بواسطة Speedy Video مع العنوان الفرعي Explosion of Dragon Punch .
بعد أحداث المعركة النهائية مع Kid Buu، يركز الفيلم لاحقا على جهود الساحر الشرير، هوي، لإطلاق الوحش القاتل هايردجران على الأرض، مما يجبرغوكو وأصدقائه على الاستعانة بمحارب يدعى تابيون، الذي ربما هو الوحيد القادر على هزيمة الوحش. صمم منشئ المسلسل أكيرا تورياما شخصيات تابيون و Minotia. صمم مؤلف السلسلة أكيرا تورياما شخصيات تاتابيون وهايردجران.

## لمحة
في كوكب ما في الكون السابع، صبي فضائي محموم بجنون، يبحت عن سيف جاهز. قبل أن يتمكن من الرد، يتم سحقه حتى الموت على قدم مخلوق عملاق (الذي يبدو أن نصفه السفلي فقط). يختفي المخلوق ويضحك شخص غير مرئي ضحكة شريرة ويعلن أن محطته التالية هي الأرض.
على الأرض، يتم استدعاء Gohan وVidel (مثل Saiyaman Great و Great Saiyaman 2، على التوالي) إلى المدينة لمنع شيخ شبيه بالأجنبي من الانتحار بالقفز من البرج. بمجرد أن ينقذوه ويأخذه إلى مكان آخر، يقدم الرجل نفسه على أنه هوي ويعرض عليهم صندوق موسيقى، يدعي فيه أن بطلًا اسمه تابيون محاصر، وقد تكون الفرصة الأخيرة للأرض ضد اقتراب الشر. عندما يفشل Goku في فتح صندوق الموسيقى، يجمع Z-Fighters كرات التنين ويطلب من Shenron فتحها لهم. تم إصدار تابيون، لكنه يعرب عن غضبه على هوي وجوكو لتحريره، موضحا أن داخله هو جوهر نصف الوحش الشرس، هايردجران، قبل الفرار إلى العزلة. ومع ذلك، يأخذ Trunks إعجابًا مباشرًا بـ تابيون، ويتسلل في كثير من الأحيان إلى موقعه ليجلب له الطعام، على الرغم من أن تابيون غاضبًا أن يتركه بمفرده.
بعد ذلك بوقت قصير، يظهر النصف السفلي من هايردجران ويبدأ في مهاجمة المدينة. يندفع Gohan و Videl إلى مساعدة المدينة، لكنهما غير قادرين على تحمل أي ضرر حتى ظهور تابيون، يلعبان نغمة غامضة على الأكرينا الذي يضعف هايردجران ويجعله يختفي. ومع ذلك، في وقت لاحق، بينما يحضر Trunks تابيون بعض الطعام، يظهر هوي فجأة ويحاول سرقة الأكرينا. يدعي هوي أن تابيون نفسه هو التهديد الشرير للأرض وأنه يجب تدمير الأكرينا لهم لوقف تابيون. في المشاجرة التي تلت ذلك، يمسك Trunks الأكرينا، لكنه يختار تصديق تابيون ويعيده إليه، بينما يهرب Hoi. يقبل تابيون Trunks كصديق ويدعى إلى مجمع شركة كبسولة. أثناء وجوده هناك، يشرح قصته لبولما: قبل ألف عام، أعلن جنس شرير من السحرة الغريبة، Kashvaar، عن أنفسهم على أنهم السباق المتفوق وشرعوا في تدمير كل حياة مختلفة عن حياتهم في الكون من خلال إيقاظ وحش قديم المعروف باسم هيروديجارن. جلبهم غزوتهم في نهاية المطاف إلى كوكب Konats، عالم موطن تابيون. خلال المعركة التي تلت ذلك، اكتشف كاهن كوناتسي سيفًا سحريًا واثنين من الأكرينا القادرة على إيقاف هيرودجارن. أبقى تابيون وشقيقه الأصغر مينوتيا هيرودجارن في خليج مع الأكرينا، بينما قام الكاهن بربط الوحش إلى النصف بالسيف. في أعقاب ذلك، من أجل ضمان عدم إطلاق سراح هايردجران مرة أخرى، قرر مجلس الحرب Konatsian إغلاق نصفي هايردجران بعيدًا داخل تابيون و Minotia، وإغلاقهما بطريقة سحرية داخل صناديق الموسيقى وإرسالها إلى نهايات متقابلة من الكون حتى تم إطلاق Kashvaar يقدم للعدالة. هوي، الذي كان آخر باق على قيد الحياة من Kashvaar، قتل بالفعل Minotia (كما هو موضح في المقدمة)، والآن يبحث عن تابيون من أجل إتمام إحياء هايردجران وقهر الكون. يعرض Bulma بناء غرفة نوم تابيون باستخدام مكونات صندوق الموسيقى حتى يتمكن تابيون من النوم دون هروب هايردجران منه.
ومع ذلك، أثناء النوم، يتسبب الكابوس في تدمير تابيون لغرفة النوم عن طريق الخطأ. يظهر النصف السفلي لهيروديجارن ويبدأ في الهجوم. في حالة يأس، يطالب تابيون Goku والآخرين بقتله من أجل تدمير النصف العلوي لـ هايردجران، لكن الأوان قد فات، وقد اكتمل إحياء الوحش. معركة شرسة بين Z-Fighters وهايردجران، مع عدم قدرة أي من المقاتلين على مواكبة قوة الوحش وسرعته. يظهر Vegeta لمساعدة Goku و Z-Fighters، ولكن في النهاية خرج به هايردجران. تندمج Trunks وGoten في Super Saiyan 3 Gotenks وقصف هايردجران مع انفجارات الطاقة، على ما يبدو يحرقه حتى الموت، لكن هايردجران يتحول إلى شكل أسرع وأقوى بكثير ويقوم بعمل سريع من Gotenks (نزع فتيله في العملية) وبقية Z-Fighters. يظهر تابيون ويختم هايردجران داخل نفسه مرة أخرى من خلال لعب الأكرينا، ويطلب من Trunks ذبحه وتدمير هايردجران إلى الأبد. ترددت الصناديق، وهروب هيروديجارن مرة أخرى، مدمرة الأكرينا. بينما يشاهد هوي وشماته على انتصاره الواضح، في تطور ساخر، يخطو ويسحق حتى الموت (بالطريقة نفسها التي قتل بها مينوتيا) على يد الوحش الذي يعتقد أنه سيدمر كل حياة مختلفة عن حياته. حتى الآن، المقاتل الوحيد الأيسر هو جوكو، الذي يرفض الاستسلام. في اليأس، يتحول Goku إلى Super Saiyan 3 ويبدأ في سخرية هايردجران، مما يغضب الوحش أكثر (في وقت سابق، علم Gohan أن العواطف الشديدة تستنزف طاقة هايردجران). بينما يقاتل جوكو وهيروديجارن، يتدخل ترانكس ويقطع ذيل هيروديجارن بسيف تابيون. غوكو يغضب الوحش إلى حد أن درعه الدفاعي لا فائدة منه. مع ضعف هايردجران مؤقتًا، يستخدم جوكو هجومه بقبضة التنين لاختراق الوحش، مما أدى إلى طمس هيروديجارن وإنهاء رعبه مرة واحدة وإلى الأبد.

## شخصيات جديدة
في تلك الليلة، أطلق هوي العنان للنصف السفلي من هايردجران في مدينة الشيطان (حتى عندما لم يكن الوحش بأكمله، فقد تسبب في دمار هائل)، حيث حاولت القوات المسلحة وفي النهاية غوهان وفيدل وقف هياجها المدمر. ومع ذلك، فإن Gohan و Videl قادران فقط على إحداث ضرر طفيف في النصف السفلي من هايردجران، فقط من خلال تابيون الذي يضطر النصف السفلي للوحش إلى التراجع. ويلقي Gohan و Videl نظرة على Hoi وهو يتوجه إلى موقع تابيون.
في وقت لاحق، بينما كان Trunks يزور تابيون، يحاول Hoi سرقة الأكرينا (لتدميره ومنع تابيون من إبقاء هايردجران مغلقًا) ويخبر Trunks أن تابيون هو الوحش الحقيقي، لكن Trunks لا يصدقه وبدلاً من ذلك يعيد الأكرينا إلى تابيون. في وقت لاحق من تلك الليلة، أخبر تابيون بولما عن تاريخ هوي: حول كونك عضوًا في Kashvaar، وإيمانهم بتفوقهم في الكون، ومحاولاتهم المنهجية لإبادة جميع الأجناس المختلفة عن الخاصة بهم (اعتقادهم بأنهم أقل شأناً ولا يستحقون) حاول الإبادة الجماعية لأهالي كوناتس (يقول تابيون أن هوي، إلى جانب الكاشفار الآخر، كان مسؤولًا عن ذبح نصف عرقه بالكامل، باستخدام هيرودجارن كسلاح للدمار الشامل). بعد هزيمة هايردجران من خلال الانقسام الأفقي إلى نصفين، تم حصر النصفين داخل الأخوين، اللذين تم وضعهما أيضًا في زوج من صناديق الموسيقى التي تم إغلاقها وإرسالها إلى الأطراف المقابلة للكون. يعرب بولما عن غضبه من تصرفات هوي، بما في ذلك تورطه في قتل مينوتيا. يوضح تابيون أنه ما دام مستيقظًا، لا يستطيع هوي تحرير النصف العلوي من هيروديجارن (وهذا هو السبب في أنه كان ينام قليلًا بين تحريره حتى هذه اللحظة). تخبر بولما تابيون أنها ستبني له غرفة تعمل بنفس وظيفة صندوق الموسيقى، للسماح له بالنوم مع الاحتفاظ أيضًا بالنصف العلوي من هايردجران، مما يمنع هوي من تجميع الوحش الكامل (يسأل فقط في المقابل أنه يقضي بعض الوقت مع Trunks، شيء سعيد أن يفعله تابيون، بعد أن نما مولعًا بالفتى). في الليلة التالية، أطلق هوي العنان للنصف السفلي لهيروديجارن في ويست سيتي مرة أخرى. هذه المرة، يسمح المعالج الشرير لـ هايردجران باستهلاك البشر في جميع أنحاء المدينة عن طريق امتصاصهم من خلال ذيله. يعرب عن ازدرائه للبشرية وعزمه على جعل الكون تحت سيطرته. حاول لاحقًا تحرير النصف العلوي، لكن تابيون قادر على منعه من الهروب. ثم يجلب هوي النصف السفلي إلى موقع تابيون. كما يوضح تابيون، كلما اقترب النصفان من بعضهما البعض، كلما أصبح كل منهما أقوى وكلما زاد الجذب بينهما (كلما كان الجهد الأصعب لمنعهم من الانضمام مرة أخرى على مقربة).
بعد إحياء هايردجران أخيرًا، يأمر هوي الوحش بإطفاء جميع أشكال الحياة البشرية على الأرض. عند هذه النقطة يكشف أنه آخر كاشفار على قيد الحياة. عندما يلعب تابيون الأكرينا لإضعاف هايردجران، يسخر هوي من جهوده ويدعي أنه لن ينقذه أكثر مما فعله Minotia، وكشف أن Minotia مات بالفعل من يده.
بعد جهود Super Saiyan 2 Vegeta و Ultimate Gohan و Super Saiyan 3 Gotenks و Super Saiyan 2 Goku يبدو أنهم غير قادرين على تدمير هايردجران ووضع حد لهياجها المدمر، يبدأ Hoi بالضحك بجنون، ويطلب من هايردجران مواصلة تدمير سكان أرض. ومع ذلك، يبذل تابيون جهدًا أخيرًا لإيقاف الوحش ويبدأ في لعب الأكرينا لإضعافه. هوى يوبخ تابيون، لكنه يصاب بالصدمة عندما لا يكون هيروديجارن غير قادر على إيذاء تابيون فحسب، بل يضعف بما يكفي ليتم إغلاقه مؤقتًا داخل تابيون بالكامل. ثم يطلب تابيون من Trunks أن يضرب قلبه بسيفه، على استعداد للتضحية بحياته لضمان وفاة هايردجران. عندما يبدو Trunks كما لو أنه سيقوم بتنفيذ طلب تابيون النهائي، يقفز هوي إلى العمل لمنع ذلك. ومع ذلك، فإن استياء Trunks من احتمال الاضطرار إلى قتل صديق يجعله يتردد لفترة كافية للسماح لـ هايردجران بالهروب. يقول هوي بغطرسة أنه يحق له فقط التحكم في هايردجران مع جميع «المخلوقات الدنيا» التي «تلوث» الكون الذي ينتمي إليه. ثم أمر هيرودجارن « بذبحهم جميعا!» . لسوء حظه، يتم قتل هوي على يد هيروديجارن عندما يسحقه الوحش دون قصد تحت قدمه، وبالتالي يقتل آخر من الكاشفار. تم قتل هايردجران بواسطة Super Saiyan 3 Goku بعد ذلك بوقت قصير، مما وضع نهاية دائمة للتهديد الذي بدأه هوى وسباقه في المقام الأول.

## الشخصيات
| اسم الشخصية | ممثل صوت ياباني                  | ممثل صوت إنجليزي             |
| ----------- | -------------------------------- | ---------------------------- |
| جوكو        | ماساكو نوزاوا                    | شون شميل                     |
| غوهان       | ماساكو نوزاوا                    | كايل هيبرت                   |
| غوتين       | ماساكو نوزاوا                    | كارا إدواردز                 |
| تابيون      | هيرو يوكي                        | جايسون ليبريشت               |
| فيجيتا      | ريو هوريكاوا                     | كريستوفر سابات               |
| ترانكس      | تاكيشي كوساو                     | لورا بيلي                    |
| بولما       | هيرومي تسورو                     | تيفاني فولمر                 |
| كريلين      | مايومي تاناكا                    | مضيق سوني                    |
| فيدل        | يوكو ميناغوتشي                   | كارا إدواردز                 |
| سيد روشي    | ماساهارو ساتو                    | مايك ماكفرلاند               |
| مينوتيا     | ساتشي ماتسوموتو                  | آرون ديسموكي                 |
| هيروديجارن  | شين أوموري                       | روبرت هوارد                  |
| Shenron     | ماساهارو ساتو                    | كريس سابات                   |
| هوي         | شيجيهارو ماتسودا                 | تروي إدوارد بيكر             |
| Gotenks     | ماساكو نوزاوا </br> تاكيشي كوساو | كارا إدواردز </br> لورا بيلي |
| أولونغ      | ناوكي تاتسوتا                    | برادفورد جاكسون              |
| راوي        | جيجي يانامي                      | كايل هيبرت                   |

تم إنتاج الإصدار الثاني من اللغة الإنجليزية وإصداره حصريًا في ماليزيا بواسطة Speedy Video، وهو يضم صوتًا غير معروف.

## موسيقى
- IN (أدخل الأغنية):
  - Yūsha no Fue ~تابيون no Tēma~ (勇者の笛～タピオンのテーマ～?, "Whistle of the Brave ~تابيون's Theme~")

    - كلمات يوكوينجو موري
    - موسيقى Tetsuji Hayashi [林哲司]
    - مرتبة حسب Osamu Totsuka [戸塚修]
    - يؤديها Susumu Ōya [大矢晋]
- ED (نهاية الموضوع):
  - " Ore ga Yaranakya Dare ga Yaru "
    - كلمات يوكوينجو موري
    - موسيقى Tetsuji Hayashi [林哲司]
    - مرتبة حسب Yūzō Hayashi
    - يؤديها هيرونوبو كاجياما

### Funimation يصفه الصوت
تم تأليف نتيجة إصدار اللغة الإنجليزية بواسطة Funimation بواسطة Nathan M. Johnson . تعلم العزف على الأكرينا لموضوع تابيون. يحتوي الإصدار المعاد صياغته على مسار صوتي بديل يحتوي على حوار باللغة الإنجليزية وموسيقى خلفية يابانية بواسطة Shunsuke Kikuchi .

## إطلاق
تم إصداره على DVD في أمريكا الشمالية في 12 سبتمبر 2006، وتم إعادة تشكيله لاحقًا رقميًا وتم إصداره في مجموعة ميزات مزدوجة أخيرة مع Fusion Reborn على Blu-ray و DVD في 19 مايو 2009. تمت إعادة إصدار الفيلم إلى DVD في 3 يناير 2012 في مجموعة مربع معاد تصميمه تحتوي على أربعة أفلام Dragon Ball Z الأخيرة .

## روابط خارجية
- دراغون بول زد: انفجار قبضة التنين على موقع IMDb (الإنجليزية)
- دراغون بول زد: انفجار قبضة التنين على موقع روتن توميتوز (الإنجليزية)
- دراغون بول زد: انفجار قبضة التنين على موقع نتفليكس (الإنجليزية)
- دراغون بول زد: انفجار قبضة التنين على موقع ألو سيني (الفرنسية)
- دراغون بول زد: انفجار قبضة التنين على موقع فيلمافينيتي (الإسبانية)
- دراغون بول زد: انفجار قبضة التنين على موقع قاعدة بيانات الفيلم (الإنجليزية)
- دراغون بول زد: انفجار قبضة التنين على موقع ليتربوكسد (الإنجليزية)
- دراغون بول زد: انفجار قبضة التنين على موقع كينوبويسك (الروسية)
- دراغون بول زد: انفجار قبضة التنين على موقع ANN anime (الإنجليزية)
- الموقع الرسمي للرسوم المتحركة من Toei Animation
- دراغون بول زد: انفجار قبضة التنين (أنمي) في شبكة أخبار الأنمي
- مراجعة على IGN
- مراجعة في AnimeOnDVD.com
- دراغون بول زد: انفجار قبضة التنين  في قاعدة بيانات الأفلام على الإنترنت (بالإنجليزية)